# Olympique de Médéa
O Olympique de Médéa (em árabe : أولمبي المدية ), também conhecido como OM Médéa ou simplesmente OM, é um clube de futebol argelino baseado em Médéa. O clube foi fundado em 1945 e suas cores são laranja e azul. O seu estádio, o Stade Imam Lyes de Médéa, tem capacidade para 12.000 espectadores. O clube está jogando atualmente na Ligue 1 da Argélia.

## História
Em 1995, o clube chegou à final da Copa da Argélia pela primeira vez em sua história.